# Deep Elm Records
Deep Elm Records és un segell discogràfic independent que ha tret al mercat àlbums de bandes com The Appleseed Cast, Brandtson, The White Octave, i Planes Mistaken for Stars. Deep Elm Records és a Charlotte (Carolina del Nord), Estats Units, i ha lliurat gran quantitat d'àlbum, incloent "This Is Indie Rock" i l'aclamat "Emo Diaries." El primer lliurament de Deep Elm's va ser el single "Anthemic Tune" de Curdlefur l'any 1995. El 2006 Deep Elm Records va signar la seva primera acta britànica Free Diamonds.